# Gabriele Dell'Otto
Gabriele Dell'Otto (Roma, 20 dicembre 1973) è un fumettista e illustratore italiano.
La sua attività nel corso degli anni ha abbracciato diversi ambiti espressivi, dall'illustrazione scientifica al fumetto supereroistico statunitense passando per calendari, litografie, libri, cartelle grafiche, copertine di riviste, cover di videogiochi.

## Carriera
Ultimata la scuola dell'obbligo e conseguito il diploma di maturità artistica, si iscrive all'Istituto Europeo di Design. Per circa tre anni Dell'Otto lavora su prodotti di case editrici italiane presso uno studio di Illustrazione Scientifica di Roma.
Nel 1998, in occasione di una comic convention romana, sottopone il proprio portfolio all'attenzione di Marco Marcello Lupoi, direttore responsabile ed editoriale della Marvel Italia: per il giovane artista romano è la svolta. Comincia a collaborare con la divisione europea della Marvel (copertine, poster, litografie per l'Italia, la Francia e la Germania).

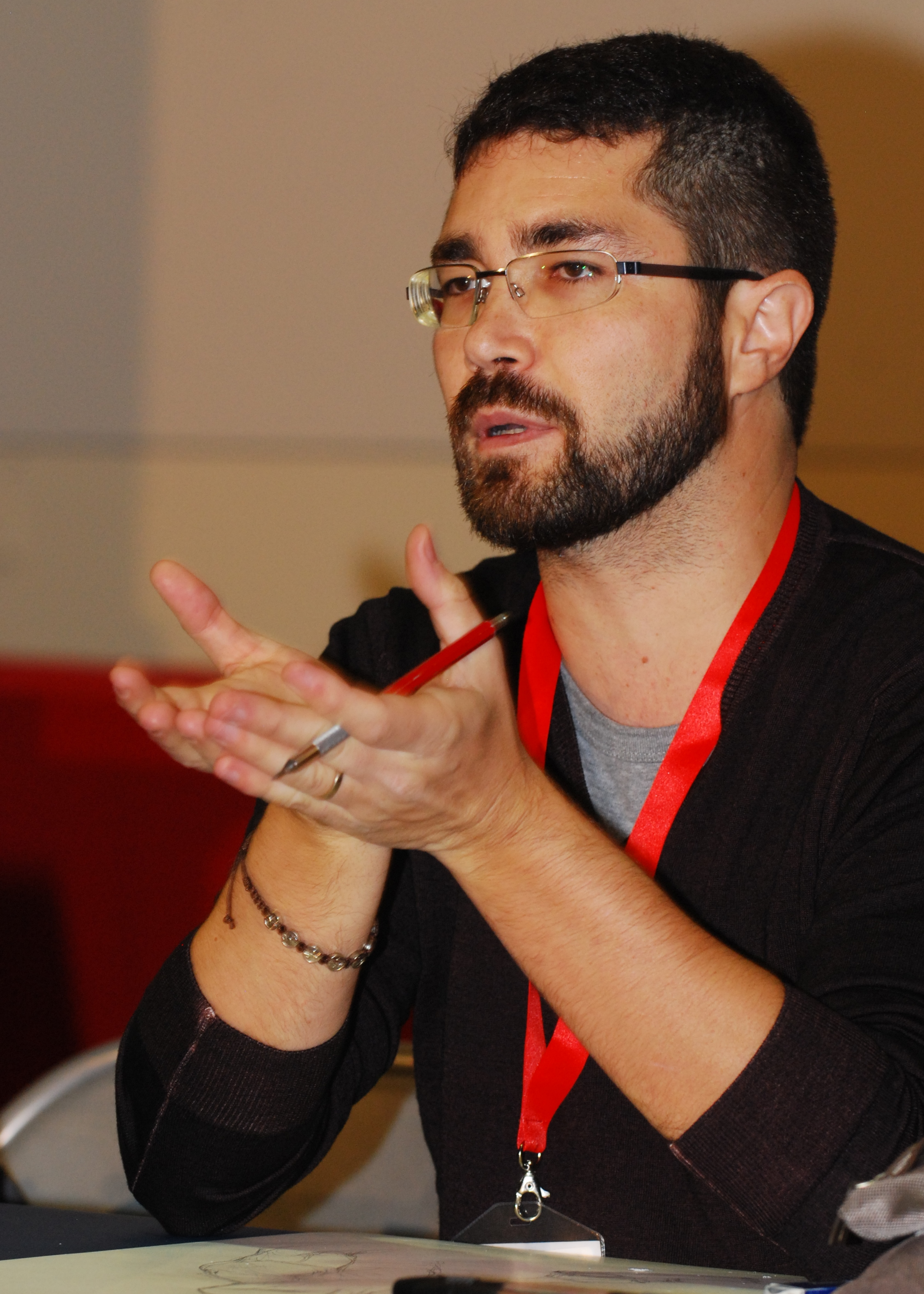
Gabriele Dell'Otto a Lucca Comics & Games 2011

In Germania inizia a collaborare anche con l'altro grande editore fumettistico statunitense DC Comics e con varie case editrici (IPP, Egmont Eapa, MG Publishing). In soli cinque anni produce un considerevole numero di opere grazie al supporto di estimatori e promotori del suo lavoro quali Tony Verdini (Panini Germania), Sebastien Dallain e Pier-Jean Rebotton (Panini Francia).
Per due anni consecutivi (2002 e 2003) l'Arma dei Carabinieri gli affida la realizzazione delle immagini del Calendario Storico.
Nel 2002 alla fiera di Angoulême in Francia incontra David Mack che si offre di presentare il lavoro dell'illustratore italiano a Joe Quesada, supervisore-capo della Marvel Comics, il quale gli affida i primi incarichi. L'opera che lo fa conoscere al grande pubblico è la miniserie Guerra segreta, su testi di Brian Michael Bendis.
Questa miniserie è stata ristampata in Italia anche come quinto volume della collana Supereroi - Grandi saghe, allegato da edicola della Gazzetta dello Sport, il 20 aprile 2009.
Nel 2004 viene pubblicata, a cura di S.C.M Edizioni, una cartella grafica a colori con illustrazioni di personaggi della letteratura horror. Nel 2006 disegna l'immagine ufficiale della fiera del fumetto Mantova Comics alla sua prima edizione. Sempre nel 2006 realizza la copertina e tutte le immagini promozionali della versione italiana del videogioco Activision Marvel: La Grande Alleanza.
Nello stesso anno dipinge, su matite di Dave Gibbons, la copertina del volume Watchmen 20 anni dopo, una raccolta di dodici saggi pubblicata per celebrare il ventennale del capolavoro fumettistico di Alan Moore. Tra il 2006 ed il 2007 Gabriele Dell'Otto dipinge tutte le copertine della saga Annihilation, incentrata sui personaggi cosmici dell'universo Marvel.
Nel maggio 2007 in occasione della manifestazione Torino Comics viene presentato, a cura di S.C.M Edizioni, il volume illustrato Tales, nel quale i momenti oscuri ed orrorifici delle favole tradizionali vengono rappresentati attraverso una serie di disegni a matita.
Nel novembre 2007, in occasione della mostra del fumetto Lucca Comics & Games, viene presentata una cartella grafica contenente 5 illustrazioni sul tema “Cyborgs” con un'introduzione dell'autore horror Andrea Cavaletto.
Nel 2008 illustra alcune copertine per la serie Ultimate X-Men.
Nel 2015 durante un incontro a Roma sulla Divina Commedia conosce il relatore Franco Nembrini, con il quale intraprende una collaborazione per un progetto riguardante proprio l'opera di Dante. Nel 2018 viene pubblicato da Mondadori il primo dei tre volumi, Inferno, nel quale ai commenti di Franco Nembrini sull'opera si alternano 34 illustrazioni di Dell'Otto, una per ogni canto di cui è composto l'Inferno, cui seguiranno, rispettivamente nel 2020 e nel 2021, i restanti due volumi Purgatorio e Paradiso.

## Opere

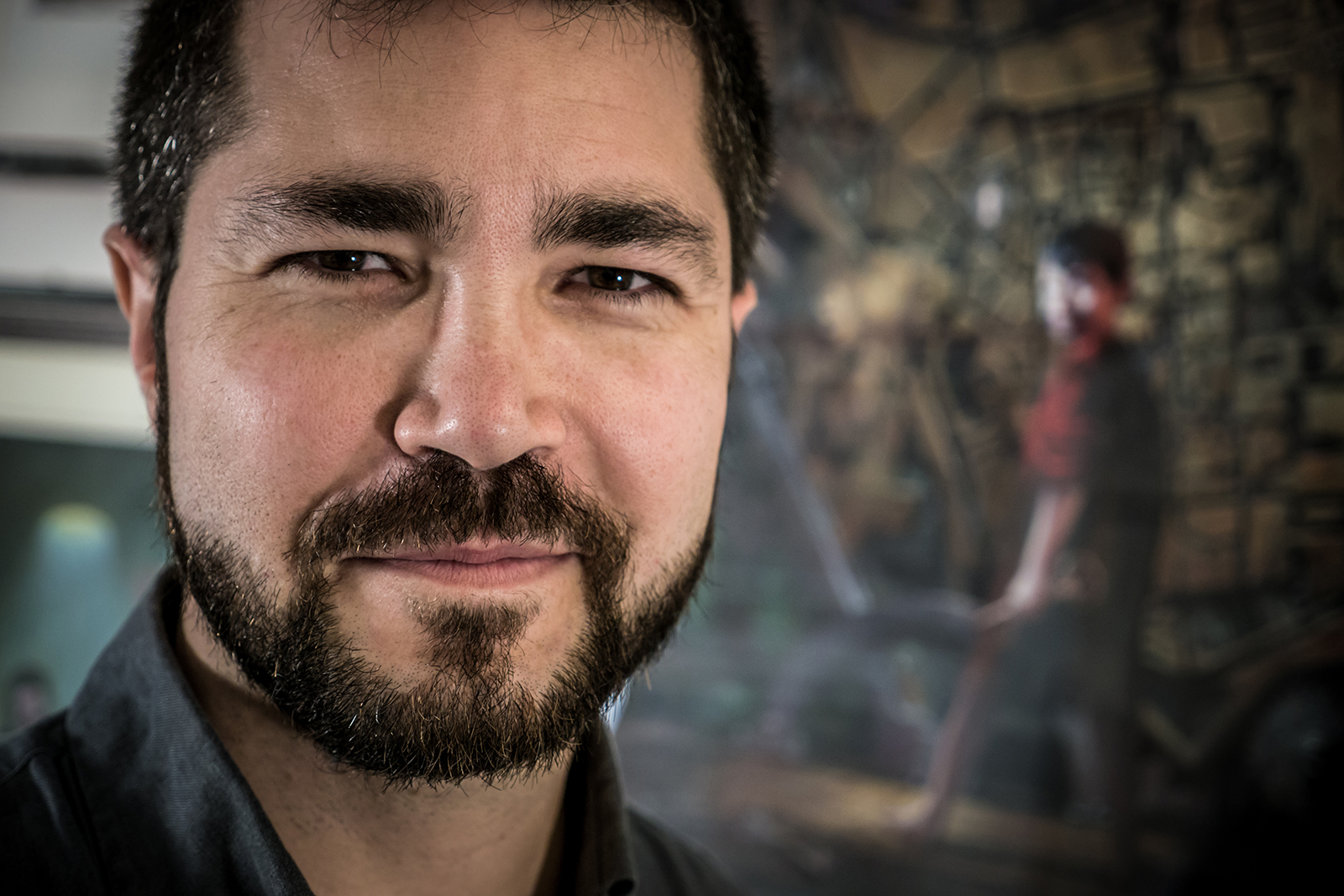
Gabriele Dell'Otto e la sua copertina di Lucca Comics & Games 2014

- Estrella, illustrazioni al libro di Ermanno Detti	(1999)
- Carabinieri tra le fiabe	(2000)
- Calendario dell'Arma dei Carabinieri	(2002)
- Calendario dell'Arma dei Carabinieri	(2003)
- Cartella grafica a colori con illustrazioni riguardanti la letteratura horror, 150 copie numerate (2004)
- Guerra segreta (Secret War, 2004-2005)
- The Marvel Art of Gabriele Dell'Otto, Panini Comics	(2005)
- Annihilation, copertine, Marvel Comics (2006-2007)
- Tales, libro illustrato, 500 copie numerate 	(2007)
- Sketchbook 2007, 500 copie numerate	(2007)
- serie di 5 litografie riguardanti lo sport intitolate Cyborgs, cartella grafica	(2007)
- Sketchbook 2008, 250 copie numerate	(2008)
- Titans, portfolio di cinque litografie con protagonisti alcuni mostri della mitologia classica	(2008)
- Ulysses, portfolio in tiratura limitata a 200 copie comprendente 10 tavole firmate e numerate	(2008)
- Sketchbook, 114 pagine, stampato in tiratura limitata a 1000 copie autografate	(2009)
- Marvel: La Grande Alleanza 2, copertina (2009)
- Sketchbook, 64 pagine, stampato in tiratura limitata a 1000 copie autografate	(2010)
- X-Force: Sex and Violence, copertine e disegni, miniserie di 3 numeri, Marvel Comics (2010)
- Marvel Villains, portfolio di 6 litografie con protagonisti i più famosi villain Marvel, limitato a 300 copie	(2011)
- La straordinaria vita di Tell Jordan, illustrazione di copertina per il romanzo di Francesco Sicheri (2015)
- Spider-Man Affari di famiglia (Amazing Spider Man: Family Business, 2014)
- Manifesto dell'edizione 2014 del Lucca Comics & Games (2014)[1]
- Illustrazioni per il libro di Franco Nembrini La Divina Commedia. Inferno (2018)
- Illustrazioni per il libro di Franco Nembrini La Divina Commedia. Purgatorio (2020)
- Illustrazioni per il libro di Franco Nembrini La Divina Commedia. Paradiso (2021)
- Zagor/Flash - La scure e il Fulmine, variant cover (2022)
- Topolino 3598, Variant Cover (7/11/2024)